# Hollow Point (película de 1996)
Hollow Point (Punto de impacto en España y Punto ciego en Hispanoamérica) es una película de acción de 1996 dirigida por Sidney J. Furie y protagonizada por Thomas Ian Griffith, Tia Carrere y John Lithgow.

## Argumento
Diane Norwood es una bella agente del FBI que consigue arrestar a Oleg Krenzinsky, un capo de la mafia rusa después de seis meses de una misión secreta. Sin embargo su éxito se ve empañado por la fuga de Thomas Livingston, otro mafioso que está especializado en el lavado de dinero. En su intento de arrestarlo, Diane tendrá que entablar una competición con Max Parrish, un agente de la DEA que también va tras su pista.

## Reparto
| Actor               | Personaje         |
| ------------------- | ----------------- |
| Thomas Ian Griffith | Max Parrish       |
| Tia Carrere         | Diane Norwood     |
| John Lithgow        | Thomas Livingston |
| Donald Sutherland   | Garrett Lawton    |
| David Hemblen       | Oleg Krezinsky    |
| Carl Alacchi        | Alberto Capucci   |
| Robert Ito          | Shin Chan         |

## Producción
La película fue filmada en Montreal, Quebec, en Canadá. Durante el rodaje, que ocurrió en 1995, un operador de cámara murió en un accidente.

## Recepción
Hoy en día la producción cinematográfica ha sido valorada en portales cinematográficos. En IMDb, con aproximadamente 2000 votos registrados, la película obtiene una media ponderada de 5,7 sobre 10. En cuanto a Rotten Tomatoes, los más de 1000 votos registrados en el portal dieron a este filme una valoración media de 3,3 de 5. También cabe destacar que el 56% de los usuarios de La Vanguardia la valoraron positivamente.